# مجلة نادي الزمالك
مجلة الزمالك (بالإنجليزية:Zamalek SC magazine) هي مجلة نادي الزمالك المصري لكرة القدم، ع.يتم إصداره أسبوعيًا ، كل يوم خميس.  تحتوي المجلة على أخبار ومراجعات عن النادي ومقابلات مع اللاعبين.